# Porter Township (Pennsylvanie)
Porter Township est un township, situé au sud du comté de Clarion, aux États-Unis,. En 2010, il comptait une population de 1 348 habitants.

## Démographie
Lors du recensement de 2010, le township comptait une population de 1 348 habitants. Elle est également estimée, en 2018, à 1 262 habitants.

### Source de la traduction
- (en) Cet article est partiellement ou en totalité issu de l’article de Wikipédia en anglais intitulé « Porter Township, Clarion County, Pennsylvania » (voir la liste des auteurs).